# 이노신 삼인산
이노신 삼인산(영어: inosine triphosphate, ITP)은 퓨린 대사 경로의 대사 중간생성물이며, 아데노신 삼인산(ATP)과 구아노신 삼인산(GTP)의 합성에서 볼 수 있다. 이노신 삼인산은 핵염기인 하이포잔틴, 5탄당인 리보스, 삼인산으로 구성되어 있다.

## 질병과의 관련성
- 일란성 쌍둥이에서 만성 면역 혈소판 감소성 자반병: 이노신 삼인산(ITP)에 취약한 유전적 요인.[1][2]
- 헬리코박터 파일로리와 만성 ITP: 박멸 치료에 대한 임상 반응의 불일치는 세균 균주의 차이로 인한 것일 수 있다.[3]
- 항-C와 관련된 ITP 환자에서 Rh(o)(D) 면역글로불린 투여 후 심한 용혈 반응.[4]

## 같이 보기
- 이노신 일인산 (IMP)
- 디옥시이노신 일인산 (dIMP)